# Raffaele Cantone
Raffaele Cantone (ur. 24 listopada 1963 w Neapolu) – włoski prawnik, śledczy i urzędnik państwowy, prezes Krajowego Urzędu Antykorupcyjnego (ANAC).

## Życiorys
W 1986 ukończył studia prawnicze na Uniwersytecie Neapolitańskim im. Fryderyka II, w 1992 na tej samej uczelni uzyskał specjalizację z zakresu prawa karnego. Od 1991 związany z włoskim wymiarem sprawiedliwości i organami ścigania, początkowo był zastępcą prokuratora w Neapolu. W 1999 dołączył do okręgowej dyrekcji antymafijnej dla Kampanii. Prowadził postępowania przeciwko członkom camorry, w tym przedstawicielom klanu Casalesi (część przywódców tej grupy przestępczej, m.in. Francesco Schiavone, została skazana na kary dożywotniego pozbawienia wolności). W 1999 przydzielono mu ochronę. W latach 2007–2013 pracował w biurze Massimario przy Sądzie Kasacyjnym, instytucji zajmującej się bieżącą analizą orzecznictwa. Prowadził również działalność dydaktyczną, w tym na macierzystej uczelni i na Unimarconi. Jest autorem i współautorem licznych publikacji, m.in. książki Solo per giustizia z 2008.
W marcu 2014 został powołany na prezesa Krajowemu Urzędu Antykorupcyjnego. Jeszcze w tym samym roku objął dodatkowo nadzór nad zawieranymi umowami związanymi z organizowaną wystawą światową Expo 2015. Na czele ANAC stał do lipca 2019.